# Scolytus multistriatus
Espèce
Le scolyte européen de l'orme ou petit scolyte de l'orme (Scolytus multistriatus) est une espèce d'insectes coléoptères de la famille des Curculionidae, de la sous-famille des Scolytinae originaire d'Europe. Cet insecte xylophage creuse des galeries sous l'écorce des ormes âgés ou affaiblis, souvent déjà attaqués par d'autres insectes xylophages, provoquant leur dépérissement. Il est aussi le vecteur d'un champignon, Ophiostoma ulmi, agent de la graphiose de l'orme, grave maladie fongique des ormes d'Europe et d'Amérique du Nord.

## Distribution
L'aire de répartition de Scolytus multistriatus comprend la totalité de l'Europe et une partie du nord de l'Asie occidentale, le nord-est de l'Amérique du Nord (États-Unis, Canada), ainsi que l'Australasie.
Le coléoptère, d'origine européenne, fut capturé aux États-Unis pour la première fois en 1909.